# Demodex castoris

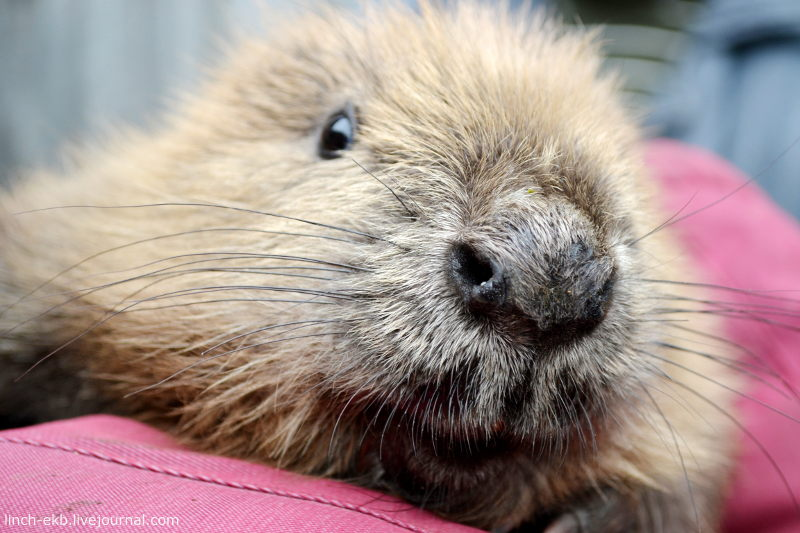
Nos bobra europejskiego, miejsce występowania D. castoris

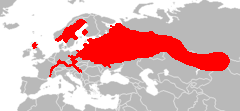
Zasięg występowania żywiciela, przypuszczalnie pokrywający się z zasięgiem nużeńca

Demodex castoris – gatunek roztocza z rodziny nużeńcowatych. Jego jedynym żywicielem jest bóbr europejski.

## Taksonomia
Gatunek ten opisany został po raz pierwszy w 2016 roku przez Joannę N. Izdebską, Sławomirę Fryderyk i Leszka Rolbieckiego na łamach „Diseases of Aquatic Organisms”. Jako lokalizację typową wskazano Okliny na północnym wschodzie Polski. Epitet gatunkowy oznacza po łacinie „bobrzy” i odnosi się do żywiciela pajęczaka.

## Morfologia
Samce osiągają od 134 do 168 μm długości i od 22 do 33 μm szerokości, a samice od 164 do 209 μm długości i od 24 do 38 μm szerokości. Kształt ciała jest wysmuklony. U samca podosoma i opistosoma są mniej więcej równej szerokości, u samicy zaś przód opistosomy jest szerszy od podosomy nawet dwukrotnie.
Dłuższa niż u podstawy szeroka, trapezowata gnatosoma ma parę stożkowatych, umieszczonych na przedzie członów biodrowych nogogłaszczków kolców nadbiodrowych, zwieńczone trzema rozmieszczonymi na planie trójkąta, stożkowatymi kolcami ostatnie człony nogogłaszczków oraz drobne szczecinki subgnatosomalne umieszczone przednio-bocznie względem owalnej nabrzmiałości gardzieli.
Podosoma ma na spodzie cztery pary wąskich płytek epimeralnych, z których te pierwszej pary są trapezowate, a te drugiej i trzeciej prostokątne. Czwarta ich para jest prostokątna u samca, natomiast u samicy tylnym krawędziami tworzy trójkątne wcięcie, w którym spoczywa długa na od 9 do 16 µm wulwa. Występują cztery pary krótkich odnóży zbudowanych z jednego nieruchomego i pięciu ruchomych członów, z których ostatni zwieńczony jest parą rozwidlonych pazurków. U samca grzbietowa strona podosomy ma położony na wysokości przedniego brzegu pierwszej pary płytek epimeralnych otwór płciowy oraz ciągnący się na wysokości płytek epimeralnych drugiej i trzeciej pary, długi na od 20 do 26 µm edeagus.
Opistosoma jest wydłużona, u podstawy szeroka, ku zaostrzonemu końcowi zwężająca się, gęsto poprzecznie rowkowana, pozbawiona narządu opistosomalnego.

## Ekologia i występowanie
Roztocz ten jest monoksenicznym komensalem lub pasożytem bobra europejskiego. Żyje tylko na skórze nosa gospodarza.
Gatunek podawany z Polski, prawdopodobnie jego zasięg pokrywa się z zasięgiem żywiciela.